# 엠포리스
엠포리스(Emporis GmbH) 독일 다름슈타트에 본부를 두고 있는 회사이다. 이 회사는 세계 각지의 빌딩들에 대한 자료와 사진을 모아 출판하는 일종의 부동산 정보 회사이다.
엠포리스 빌딩스를 비롯한 공개 데이터베이스를 두고, 여러 정보를 제공하고 있다. 대가를 지불한 사용자들이 온전한 데이터베이스를 이용할 수 있으며, 일반 사용자는 불완전한 데이터베이스에만 접근할 수 있다. 엠포리스는 빌딩 데이터에 대한 자료원으로서 미디어에 인용되곤 한다. 전 세계적으로 700 여 명 이상의 건축가, 공학자, 부동산업자, 사진가, 학생들이 자료를 제공 및 편집하고 있다.
매년 엠포리스 수석 편집자들이 모여 엠포리스 스카이스크래퍼 어워드를 수여한다. 그 해 전 세계적으로 지어진 건물들 중, 100미터 높이 이상인 건물 중에서 고른다.
2005년 CTBUH과 제휴를 맺었다. CTBUH의 공식 고층건물 데이터베이스 역할을 하게 되었다.

## 웹사이트
웹 프레임워크로서 어도비의 콜드퓨전을 쓴다.

## 엠포리스 스카이스크래퍼 어워드
2000년 한 그룹의 엠포리스 선임 편집자가 엠포리스 스카이스크래퍼 어워드를 발표하기 시작했다. 적격 건물은 최소 100m 높이의 세계 모든 건물 목록에서 선정된다.

## 같이 보기
- 마천루